# امید واهی (فیلم ۲۰۰۲)
امید واهی (به انگلیسی: Pipe Dream) فیلمی محصول سال ۲۰۰۲ و به کارگردانی جان سی والش است. در این فیلم بازیگرانی همچون مری-لوئیز پارکر، مارتین داناوان، ربکا گی‌هارت، کوین سوسمن، گوینویر ترنر، پیتر جکوبسن و جیل هنسی ایفای نقش کرده‌اند.